# 相川遥花
相川 遥花（あいかわ はるか、2月9日 - ）は、日本の女性声優。静岡県出身。ヴィムス所属。

## 来歴
小さい頃からアニメが好きであり、「私もこの世界に入ってみたい！自分とは違うキャラクターになってみたい！」と強く思ったのがきっかけで声優を目指した。
日本ナレーション演技研究所卒業。
2023年5月にマリン・エンタテインメントによって結成された声優ユニット「Flowords」（フラワーズ）のメンバー。

## 人物
趣味は歌唱、ヘアメイク、お笑い鑑賞。特技はドラム、卓球。
資格は普通自動車免許。
高校時代は吹奏楽部に所属していた。

## 出演
太字はメインキャラクター。

### テレビアニメ
2021年
- 美少年探偵団（アナウンス）

2022年
- 錆喰いビスコ（子供）
- 可愛いだけじゃない式守さん（女子生徒）
- VAZZROCK THE ANIMATION（クラスメイトB）

2023年
- 江戸前エルフ（桜庭高麗）
- カードファイト!! ヴァンガード will+Dress（2023年 - 2025年、マイ〈2代目〉） - 2シリーズ
- 新しい上司はど天然（社員）
- オーバーテイク!（レースクイーン）

2024年
- 休日のわるものさん（女性店員）
- 僕の心のヤバイやつ（バスケ部女子B）
- 姫様“拷問”の時間です（マッキー）
- SYNDUALITY Noir
- 転生したらスライムだった件（リティス）
- 喧嘩独学（おへそ女）
- 天穂のサクナヒメ（船員B）
- 2.5次元の誘惑（スタッフB）
- 村井の恋（女子生徒）

2025年
- ダンジョンに出会いを求めるのは間違っているだろうかV 豊穣の女神篇（イルデ）
- Re:ゼロから始める異世界生活 3rd season（花嫁）
- クラスの大嫌いな女子と結婚することになった。（少年時代の才人）
- 黒執事 -緑の魔女編-（村人）
- 中禅寺先生物怪講義録 先生が謎を解いてしまうから。（女子生徒）
- フードコートで、また明日。（子供）
- うたごえはミルフィーユ（熊井弥子）

### 劇場アニメ
- トラペジウム（2024年、亀井美嘉[20]）

### Webアニメ
- ガンダムビルドメタバース（2023年、観衆、青チーム）

### ゲーム
2021年
- ワールドフリッパー（ミレット）

2023年
- 女神楽園 ガーデス・パラダイス（隠神刑部）
- Shadowverse（善導の騎士）

### ドラマCD
- I♡歌舞伎町（令の姉[24]）

### 吹き替え

#### アニメ
- スマーフ（リリー、ブロッサム）

### テレビ番組
- スクる!（ひなた）
- 全国ハモネプ大リーグ 2024 全国大会(生放送)[25]（2024年3月2日、フジテレビ）

### その他コンテンツ
- うたごえはミルフィーユ（2022年 - 2024年、熊井弥子[1]）
- 古典文学朗読劇-源氏物語編-
- 朗読劇 カラオケ行こ!

## ディスコグラフィ

### キャラクターソング
| 発売日   | 商品名                                       | 歌                                                                                       | 楽曲 | 備考                                                 |
| 2023年   | 2023年                                       | 2023年                                                                                   | 2023年 | 2023年                                               |
| -------- | -------------------------------------------- | ---------------------------------------------------------------------------------------- | --- | ---------------------------------------------------- |
| 3月8日   | SINGING                                      | 手鞠沢高校アカペラ部                                                                     | 「SINGING -アカペラアレンジver.-」 「うたごえハイシックス」 「SINGING」                                                      | アカペラプロジェクト『うたごえはミルフィーユ』関連曲 |
| 11月22日 | POPPIN' TIME                                 | 手鞠沢高校アカペラ部                                                                     | 「POPPIN' TIME」 「飾りじゃないのよ涙は -アカペラアレンジver.-」                                                             | アカペラプロジェクト『うたごえはミルフィーユ』関連曲 |
| 2024年   |                                              |                                                                                          | |                                                      |
| 4月3日   | TREASURE                                     | 手鞠沢高校アカペラ部                                                                     | 「TREASURE」 「透明人間 -アカペラアレンジver.-」                                                                             | アカペラプロジェクト『うたごえはミルフィーユ』関連曲 |
| 5月10日  | 『トラペジウム』オリジナル・サウンドトラック | 東ゆう（結川あさき）、大河くるみ（羊宮妃那）、華鳥蘭子（上田麗奈）、亀井美嘉（相川遥花） | 「なりたいじぶん」 | 劇場アニメ『トラペジウム』挿入歌                     |
| 5月10日  | 『トラペジウム』オリジナル・サウンドトラック | 東ゆう（結川あさき）、大河くるみ（羊宮妃那）、華鳥蘭子（上田麗奈）、亀井美嘉（相川遥花） | 「方位自身」 | 劇場アニメ『トラペジウム』エンディングテーマ         |
| 9月18日  | MY WAY                                       | 手鞠沢高校アカペラ部                                                                     | 「MY WAY」 「アイドル -アカペラアレンジver.-」                                                                               | アカペラプロジェクト『うたごえはミルフィーユ』関連曲 |
| 2025年   |                                              |                                                                                          | |                                                      |
| 1月22日  | STARLIGHT                                    | 手鞠沢高校アカペラ部                                                                     | 「STARLIGHT」 「プラチナ -アカペラアレンジver.-」                                                                            | アカペラプロジェクト『うたごえはミルフィーユ』関連曲 |
| 4月23日  | うたごえハイシックス/STAY GOLD               | 手鞠沢高校アカペラ部                                                                     | 「うたごえハイシックス -アカペラアレンジver.-」                                                                              | アカペラプロジェクト『うたごえはミルフィーユ』関連曲 |
| 7月23日  | 思い出話                                     | 手鞠沢高校アカペラ部                                                                     | 「思い出話」 | テレビアニメ『うたごえはミルフィーユ』主題歌         |
| 7月23日  | 思い出話                                     | 手鞠沢高校アカペラ部                                                                     | 「ガーネット -アカペラアレンジver.-」 「夢見る 15歳 -アカペラアレンジver.-」 「世界は恋に落ちている -アカペラアレンジver.-」 | テレビアニメ『うたごえはミルフィーユ』関連曲         |

### ユニットメンバー
1. 1 2 3 4  小牧嬉歌（綾瀬未来）、繭森結（夏吉ゆうこ）、古城愛莉（須藤叶希）、近衛玲音（松岡美里）、宮崎閏（花井美春）、熊井弥子（相川遥花）